# Paralonchurus brasiliensis
Paralonchurus brasiliensis är en fiskart som först beskrevs av Steindachner, 1875.  Paralonchurus brasiliensis ingår i släktet Paralonchurus och familjen havsgösfiskar. Inga underarter finns listade i Catalogue of Life.